# Cooking Guide: Can't Decide What to Eat?
Cooking Guide: Can't Decide What to Eat? (en català: «Guia de cuina: no podeu decidir què menjar?») és un videojoc d'instruccions de cuina per a la Nintendo DS, desenvolupat per indieszero i Nintendo. Va ser llançat el 4 de desembre de 2008, a Europa el 20 de juny de 2008, i forma part de la marca Touch! Generations.

## Gameplay
Cooking Guide és una ajuda de cuina interactiva que dona instruccions pas a pas sobre com cuinar 245 plats diferents. L'usuari és guiat a través del procés de preparació i cuina mitjançant una narració d'àudio i clips de vídeo instructius, i l'usuari pot utilitzar el reconeixement de veu de la Nintendo DS per continuar amb cadascun dels passos. Els usuaris també poden triar receptes en funció de quantes calories tenen, o quins ingredients tenen actualment a mà, entre altres opcions. Cooking Guide també desa a la memòria els plats que el jugador ja ha fet. L'aplicació també permet als usuaris prendre notes i crear una llista de la compra, i inclou funcions com ara un temporitzador de cocció i una calculadora de quantitats.

## Recepció
El joc va tenir una bona acollida en general, rebent un 81% de Metacritic. Official Nintendo Magazine va considerar que les característiques de Cooking Guide «el fan realment millor que un llibre de receptes normal» i va elogiar tant la facilitat d'ús del programari com la gamma de receptes que ofereix, però va considerar que el preu europeu al qual es venia era massa alt. Pocketgamer va assenyalar que, tot i que els cuiners experimentats en serviran poc, en general és més útil que altres títols Touch! Generations com Brain Training. IGN va donar al joc un 9/10, elogiant la seva accessibilitat, interfície d'usuari i funcions com la narració d'àudio amb les instruccions.
Cooking Guide va rebre un Premi a l'Excel·lència d'entreteniment al Japan Media Arts Festival 2006. A més, la cadena de supermercats Asda ha afirmat que Cooking Guide va vendre més de 10,000 còpies només en la primera hora de llançament, i també ha afectat positivament les vendes dels productes utilitzats en les receptes de l'aplicació. La versió nord-americana va ser el 13è joc més venut i el tercer joc de Nintendo DS més venut el desembre de 2008 als Estats Units.